# Три горішки для Попелюшки
«Три горішки для Попелюшки» (чеськ. Tři oříšky pro Popelku, нім. Drei Haselnüsse für Aschenbrödel) — популярний фільм-казка виробництва Чехословаччини та НДР 1973 року. Для сімейного перегляду.
Фільм знімався на чехословацькій кіностудії «Баррандов» і німецькій кіностудії «DEFA». Натурне знімання проходило в мальовничому місці Шумава, що знаходиться в західній частині Чехії на кордоні з Баварією. Резиденцію короля знімали у відомому німецькому замку Моріцбург, будинок мачухи — у невеликому замку чеського населеного пункту Швігов (Švihov) в районі Плзні. Знімання також проходило у Північній Моравії, у передмістях Крнова, зокрема у Церкві Різдва Пресвятої Богородиці. Прем'єра стрічки відбулась 1 листопада 1973 року в Празі.
В Україні фільм транслюється на 1+1 Україна і ТЕТ. Також раніше транслювався на 1+1 та  ICTV.

## Сюжет
Фільм було знято на основі казки братів Грімм в перекладі Божени Немцової «Три сестри», яка відрізняється від версії Шарля Перро тим, що у братів Грімм Попелюшка знаходить своє щастя не з допомогою феї-хрещеної (як у Перро), а завдяки чарівній ліщині (у фільмі — трьом горішкам).
Попелюшка живе зі своїми мачухою та сестрою, які не відчувають до дівчини любові та змушують виконувати у будинку всю чорну роботу. Попелюшка ж весела, добра та смілива дівчина. Вона чудово стріляє, лазить по деревах, бігає по лісі та скаче на коні. Батько дав Попелюшці три чарівних горішки. Кожен з них приховує у собі різні наряди та предмети.
Перший горішок дарує Попелюшці костюм стрільця, переодягнувшись у який, вона зустрічається у лісі з Принцом.
Король мріє оженити сина, але сам принц при цьому й чути про весілля не хоче, вважаючи за краще розважатися з друзями, від чого постійно свариться з батьком. Для того, щоб виконати свій задум та підібрати принцу наречену, король влаштовує розкішний бал у королівському замку, куди з усієї округи запрошуються неодружені красуні-претендентки.
Мачуха Попелюшки всіляко намагається видати свою примхливу, злу та дурну рідну доньку Дору в шлюб із Принцом, думає тільки про її щастя. Для цього вони вирушають на бал в замок короля.
Завдяки другому горішку відбувається перетворення непримітної Попелюшки на чарівну незнайомку в масці, та дає змогу потрапити на бал до короля.
Під час балу Принц, який не хоче одружуватися, свариться з Королем (своїм батьком), збирається поїхати з дому (палацу). І ось, коли принц уже зібрався покинути бал, він побачив прекрасну незнайомку, обличчя якої було приховано під маскою. Принц закохується у незнайомку, проте вона швидко зникає, випадково залишивши свою туфельку. Саме по туфельці принц хоче розшукати красуню. Він ладен піти на все, щоб знайти свою таємничу незнайомку. Принц не здогадується, що дівчина-стрілець, яку він зустрів у лісі, та прекрасна незнайомка — одна й та ж дівчина.
В останньому, третьому, з горішків був весільний подарунок для Попелюшки.

## У ролях

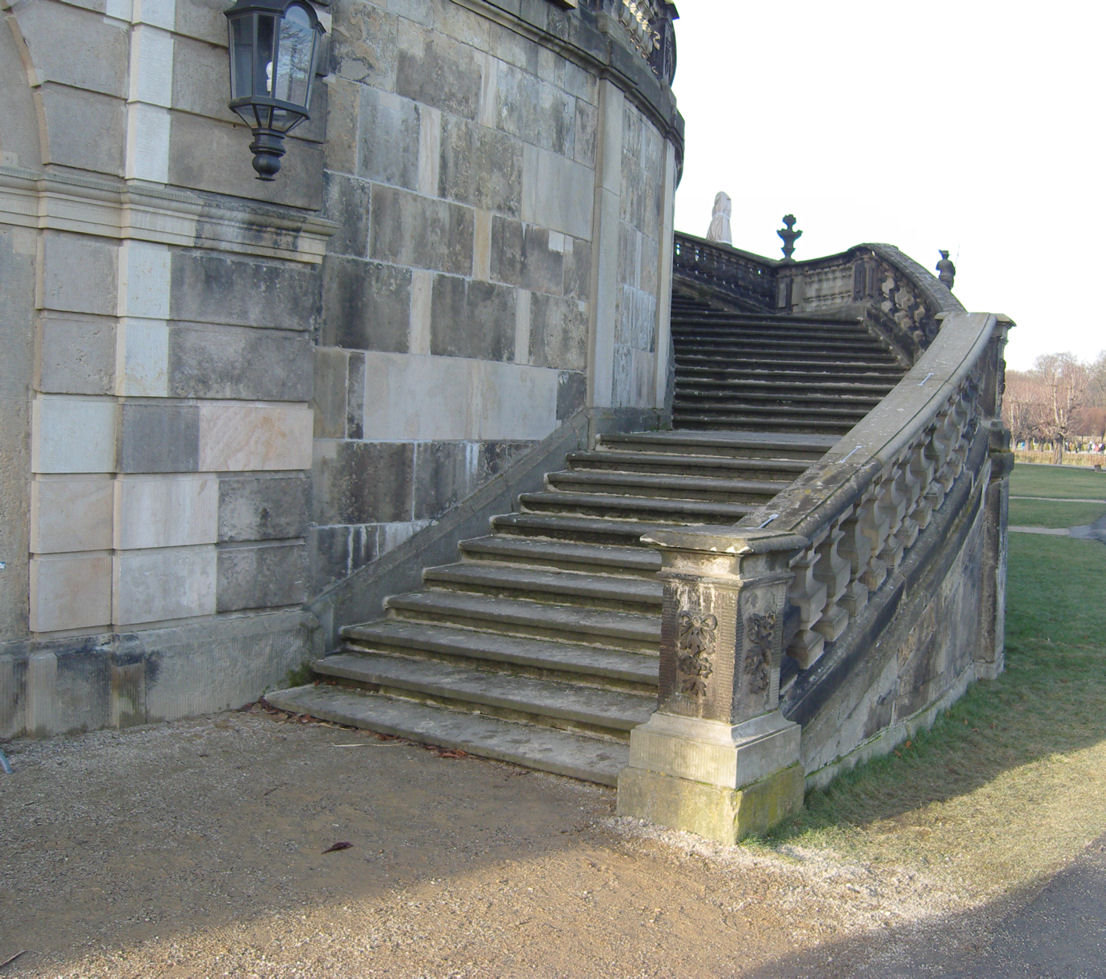
Сходи у замку Моріцбурґ, на яких Попелюшка загубила свою туфельку

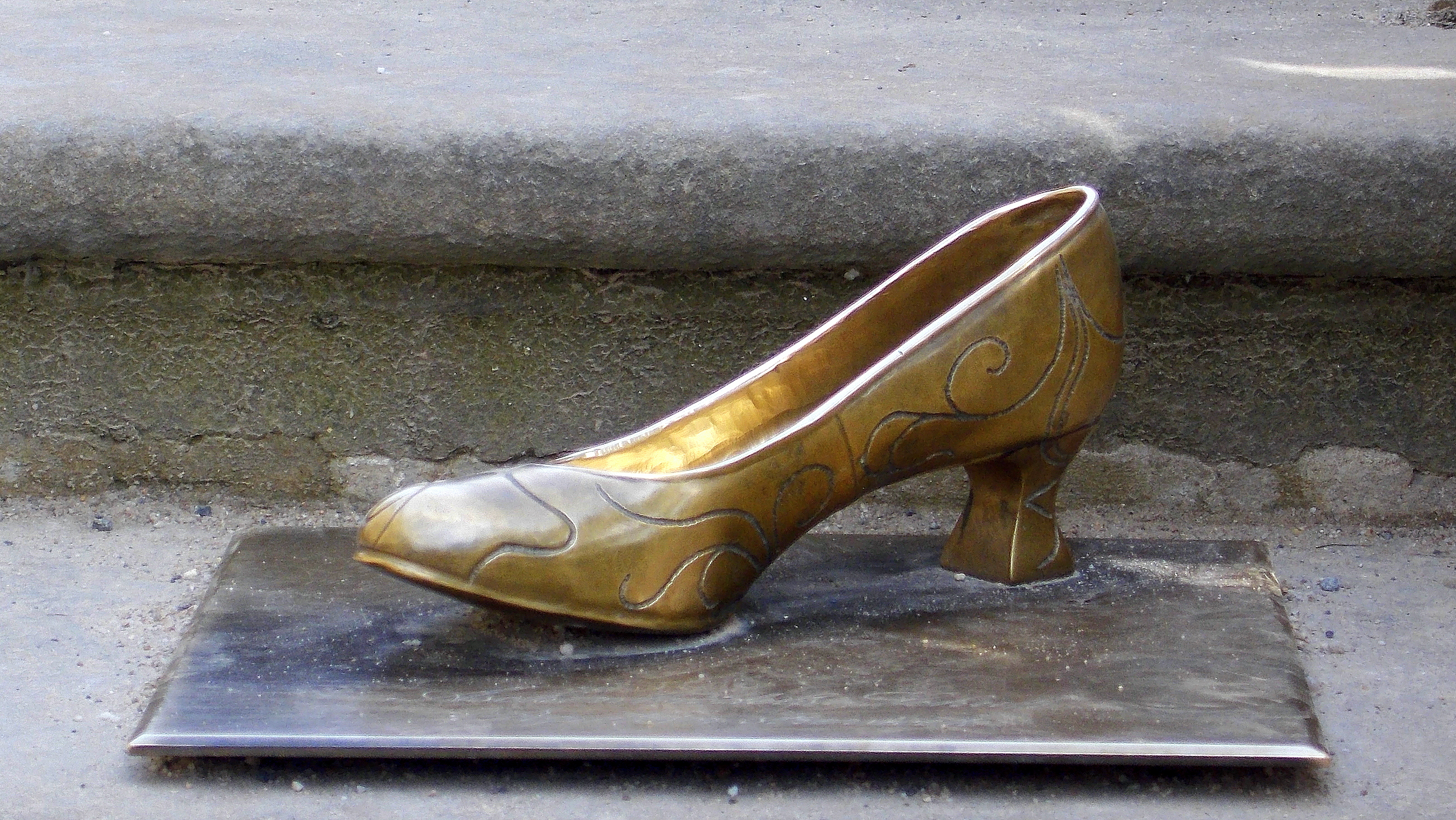
Скульптура туфельки Попелюшки у замку Моріцбурґ

- Лібуше Шафранкова — Попелюшка
- Павел Травнічек — Принц
- Карола Браунбок[de] — Мачуха
- Даніела Главачова[cs] — Дора, рідна донька Мачухи
- Гелена Ружичкова — принцеса Дробена
- Іржі Ружичка[cs] — підмайстер, поварчук
- Рольф Гоппе — Король
- Карін Леш — Королева
- Владімір Меншик — Вінчек
- Ян Лібічек — Презептор
- Вітезлав Яндак — Каміл
- Ярослав Дрбоглав — Вітек
- Ілона Жироткова — Барборка
- Міла Мислікова — економка
- Мілош Ваврушка — мисливець
- Іржі Крітінарж — королівський блазень
- Ярослава Зеленкова — немає у титрах
- Ян Щусь —
- Дануша Мікулова — дівчина з курчатами

## Фільмування
Фільм повинен був зніматися влітку, але підготовчий період затягнувся. Коли режисер нарешті приступив до фільмування, настала зима. Пізніше саме зимовий пейзаж створив для фільму особливу атмосферу. Головна героїня Лібуше Шафранкова згадувала, що всі актори страшно мерзли: їхні костюми були зовсім не пристосовані для мінусової температури. Художник створював їх за середньовічною модою. Зараз ці костюми знаходяться в музеї кіностудії «Баррандов».
Стрічку знімали у справжніх середньовічних замках. Так, замок Моріцбурґ був палацом короля, а замок Швігов — будинком мачухи. Роль темних лісів «виконали» чеські заповідники на кордоні з Баварією.
У замку Моріцбурґ проходить традиційна щорічна зимова виставка, яка присвячена кіноказці «Три горішки для Попелюшки», відкривається вона у листопаді та працює до середини лютого. Відвідувачі дізнаються про історію створення кіноказки. Експозиція розповідає показує цілий ряд оригінальних реквізитів та костюмів. Одним з найвідоміших експонатів виставки є рожева сукня, в якій Попелюшка прибула на бал в королівському палаці. Тепер сукня зберігається у скляній вітрині, оскільки у 2014 році копію було викрадено на виставці у Моріцбурзі.
На сходах, що ведуть в замок, встановлена латунна туфелька, котру загубила Попелюшка.

## Через 30 років

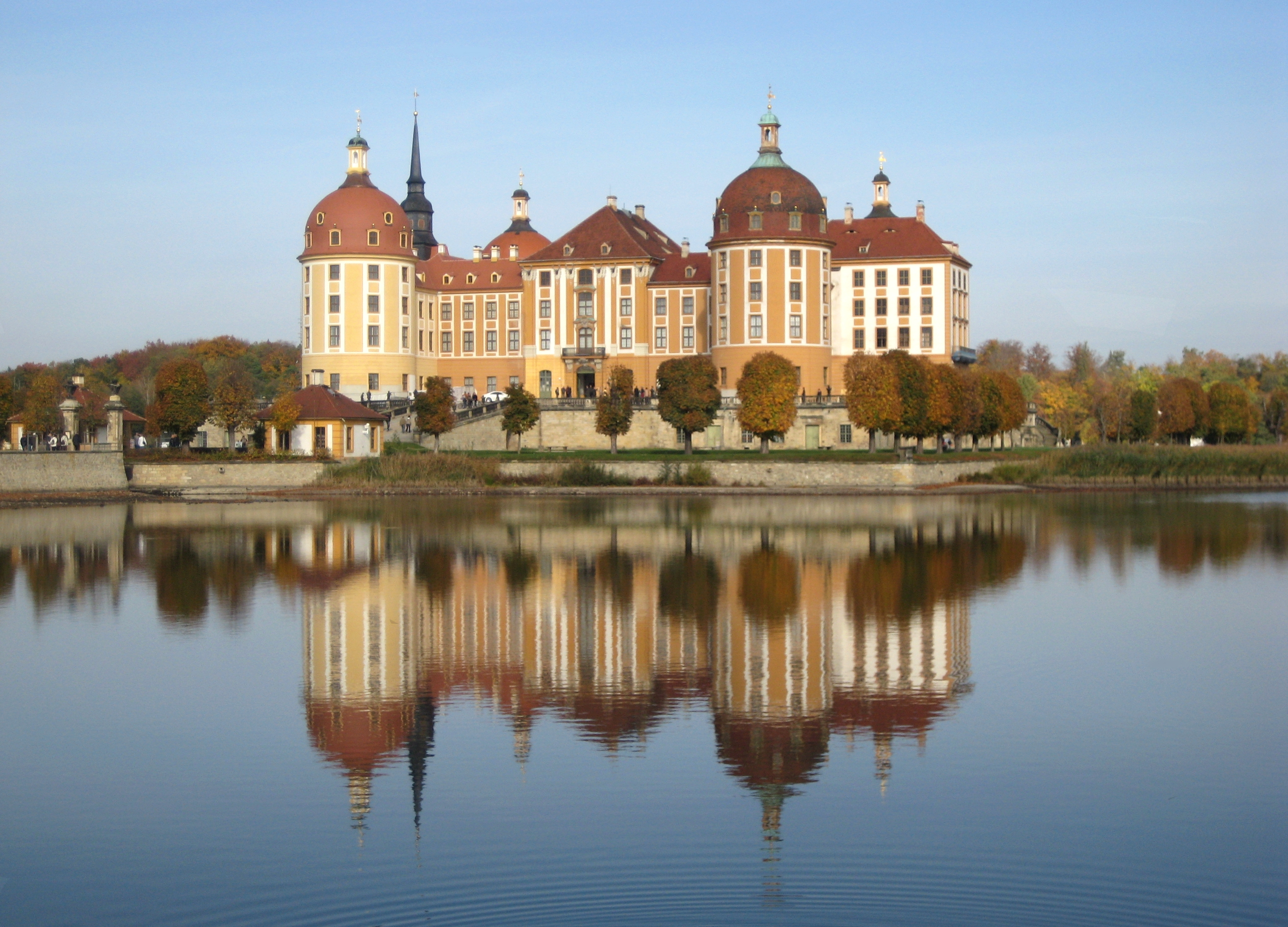
Замок Моріцбурґ

- Даніела Главачова, яка зіграла роль Дори, згадувала 30 років після виходу казки на великий екран:

| Фільм вийшов таким прекрасним і нестаріючим тому, що вся група працювала з незвичайною наснагою, на знімальному майданчику панували згода і бажання зробити справжню казку, казку на всі часи. Що в результаті і вийшло. | Для самої Даніели це був особливий період — вона саме чекала дитину, тому відчувала особливу увагу з боку колег. Складний трюк з падінням саней з Мачухою і донькою в ополонку знімали каскадери. Акторки у цій сцені участі не брали.
- Режисер Вацлав Ворлічек також згадував про роботу над стрічкою:

| Лібуше Шафранкова — прекрасна вершниця. Вона дуже добре трималася в сідлі і в усіх сценах з конем Юрашком знялась сама. Лише в одному епізоді, де в лісі Юрашек перестрибує через повалене дерево, акторку замінив каскадер, оскільки ми побоялися ризикувати здоров'ям головної героїні. На відміну від Лібуше, Павел Травнічек і його «дружки» по фільму В. Яндак і Я. Дрбоглав абсолютно не мали уявлення про роботу з кіньми і вміння триматися у сідлі. Але завдяки власній самовідданості успішно оволоділи усіма хитростями вершників. | Вацлав Ворлічек — творець багатьох фільмів чехословацького кінематографу. Та стрічку «Три горішки для Попелюшки» він виділяє і вважає, що вона є його найкращою роботою.
- Напередодні тридцятирічного ювілею відомого фільму-казки репортерам вдалося взяти невелике інтерв'ю у Лібуші Шафранкової, яка надзвичайно рідко контактує із пресою. Акторка розповідала про фільм:

| Я думаю, що будь-яка дівчинка і дівчина хоче знайти в собі Попелюшку. Кожна з них в душі трохи Попелюшка. На зніманні фільму було дуже холодно, оскільки ми носили костюми, не призначені для зими. Спочатку стрічка мала зніматися влітку. На початку роботи снігу практично не було, але наприкінці його випало стільки, що Павел (актор Павел Травнічек) у фінальній сцені ледь не потонув у снігу разом із конем. Я щаслива, що наша робота так подобається глядачам. |

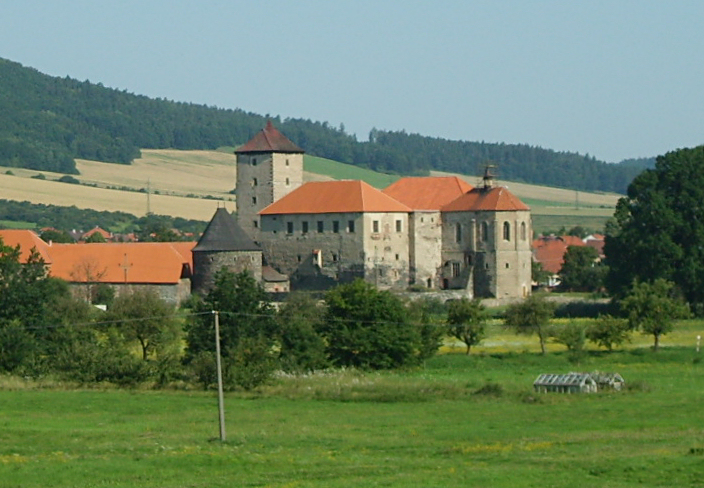
Замок Швігов, в якому знімався дім мачухи.

## Цікаві факти
- У фільмі знімалися чеські та німецькі актори (вони говорили рідними мовами). Потім їх дублювали.
- У багатьох країнах Європи, наприклад, Чехії, Німеччині і Норвегії, цю казку вже більше 30 років традиційно показують по телебаченню на Різдво. Наприклад, у Німеччині на Різдво і новорічні свята 2012/2013 рр. фільм показували 14 разів.
- В Україні існують цукерки «Горішки для Попелюшки».
- Сьогодні виконавиця головної ролі Лібуше Шафранкова є однією з найвідоміших акторок Чехії.
- Пісню «Kdepak ty, ptáčku, hnízdo máš?» («То де ж ти, пташко, гніздечко маєш?»), яка стала головним саундтреком стрічки, виконав відомий чеський естрадний співак Карел Готт. Автором музики до фільму був відомий чеський композитор Карел Свобода. У німецькому варіанті фільму пісня К. Готта не виконується, а звучить лише основна музична тема.
- В Чехії стрічка була визнана найкращим фільмом-казкою 20 століття.
- Під час знімання не постраждала жодна тварина. «Вбита» лисиця залишилася здоровою і неушкодженою.
- Через проблеми з перевезенням тварин в Попелюшки і Принца було декілька різних коней протягом зйомок.
- Виконавець ролі Каміла Вітєзлав Яндак у 2005—2006 роках був міністром культури Чехії.
- Створюючи костюми для фільму, художник з костюмів Теодор Піштек взяв за основу моду епохи Відродження, а також картини Пітера Брейгеля, на яких була зображена зима. Зараз костюми зберігаються в музеї кіностудії «Баррандов» у Празі, їх часто демонструють на різних виставках у Чехії та Німеччині.[3]

## Реставрація
В кінці 2010 року німецьку версію фільму було повністю відреставровано: було повторно відскановано кіноплівку, видалено дефекти (подряпини), покращено якість звуку, стрічку переформатували у Full HD. Після реставрації фільм було випущено на Blu-ray Disc, в одній з версій видання якої був розміщений втрачений раніше радянський дубляж.
У 2016 році чеський варіант фільму також мали відреставрувати.